# Tabanus brodeni
Tabanus brodeni är en tvåvingeart som beskrevs av Joseph Charles Bequaert 1913. Tabanus brodeni ingår i släktet Tabanus och familjen bromsar. Inga underarter finns listade i Catalogue of Life.